# Florida de Liébana
Florida de Liébana è un comune spagnolo di 245 abitanti situato nella comunità autonoma di Castiglia e León.